# 佩尔托萨
佩尔托萨（義大利語：Pertosa），是意大利萨莱诺省的一个市镇。总面积6平方公里，人口703人，人口密度117.2人/平方公里（2009年）。ISTAT代码为065093。